# 托特莱本
托特莱本是德国图林根州的一个市镇。总面积5.04平方公里，总人口149人，其中男性78人，女性71人（2011年12月31日），人口密度30人/平方公里。